# 绍雷哈斯
绍雷哈斯，是西班牙卡斯蒂利亚-拉曼恰瓜达拉哈拉省的一个市镇。总面积189平方公里，总人口178人（2001年），人口密度1人/平方公里。